# Formato Variant Call

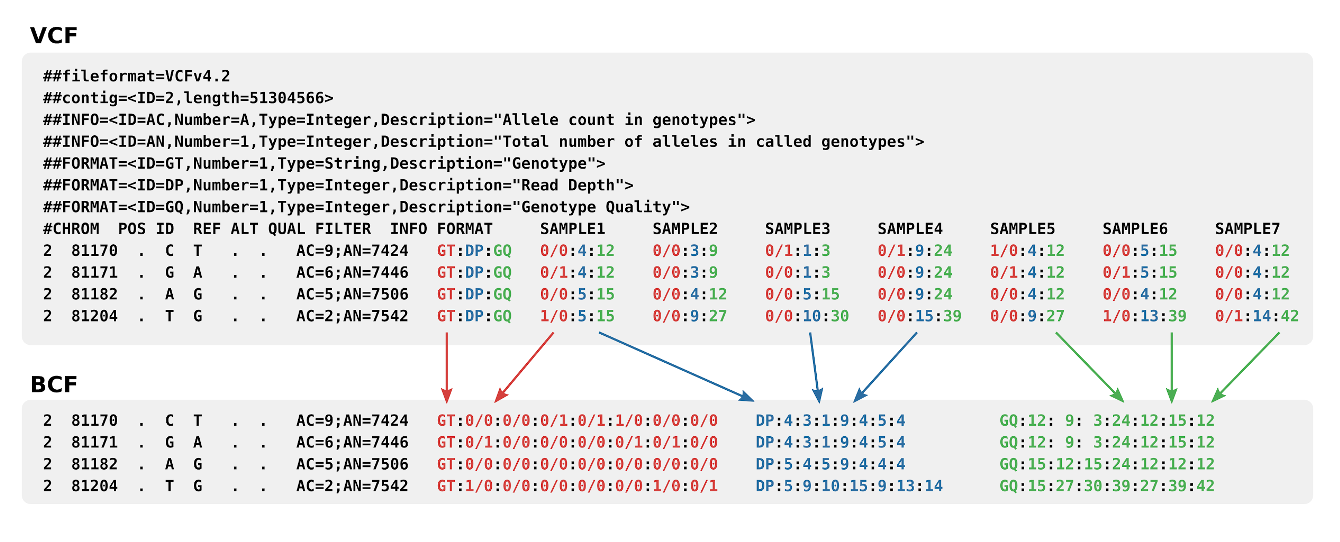
Demostrando la diferencia entre los formatos BCF binario y VCF.

El Variant Call Format (VCF, formato de llamado de variantes) es un formato de texto que se usa en Bioinformática para almacenar variantes de una o varias secuencias de genes respecto a un genoma de referencia. Este formato se ha desarrollado a la luz de los grandes proyectos de secuenciación del ADN y genotipado, como el Proyecto 1000 Genomas. Otros formatos para almacenar datos genéticos como el  General feature format (GFF), almacena todos los datos genéticos pero muchos de ellos son redundantes, al compartirse a lo largo de los genomas. En cambio, en el formato VCF sólo se almacenan las variantes genéticas respecto al genoma de referencia.
La versión actual es la 4.3, aunque el Proyecto 1000 Genomas ha desarrollado sus propias especificaciones para variación estructural como duplicaciones y rearreglos genómicos, que son difíciles de acomodar en el esquema existente. También existen un grupo de herramientas para editar y manipular los ficheros VCF.

## Ejemplo
```
##fileformat=VCFv4.0
##fileDate=20110705
##reference=1000GenomesPilot-NCBI37
##phasing=partial
##INFO=<ID=NS,Number=1,Type=Integer,Description="Number of Samples With Data">
##INFO=<ID=DP,Number=1,Type=Integer,Description="Total Depth">
##INFO=<ID=AF,Number=.,Type=Float,Description="Allele Frequency">
##INFO=<ID=AA,Number=1,Type=String,Description="Ancestral Allele">
##INFO=<ID=DB,Number=0,Type=Flag,Description="dbSNP membership, build 129">
##INFO=<ID=H2,Number=0,Type=Flag,Description="HapMap2 membership">
##FILTER=<ID=q10,Description="Quality below 10">
##FILTER=<ID=s50,Description="Less than 50% of samples have data">
##FORMAT=<ID=GQ,Number=1,Type=Integer,Description="Genotype Quality">
##FORMAT=<ID=GT,Number=1,Type=String,Description="Genotype">
##FORMAT=<ID=DP,Number=1,Type=Integer,Description="Read Depth">
##FORMAT=<ID=HQ,Number=2,Type=Integer,Description="Haplotype Quality">
#CHROM POS    ID        REF  ALT     QUAL FILTER INFO                              FORMAT      Sample1        Sample2        Sample3
2      4370   rs6057    G    A       29   .      NS=2;DP=13;AF=0.5;DB;H2           GT:GQ:DP:HQ 0|0:48:1:52,51 1|0:48:8:51,51 1/1:43:5:.,.
2      7330   .         T    A       3    q10    NS=5;DP=12;AF=0.017               GT:GQ:DP:HQ 0|0:46:3:58,50 0|1:3:5:65,3   0/0:41:3
2      110696 rs6055    A    G,T     67   PASS   NS=2;DP=10;AF=0.333,0.667;AA=T;DB GT:GQ:DP:HQ 1|2:21:6:23,27 2|1:2:0:18,2   2/2:35:4
2      130237 .         T    .       47   .      NS=2;DP=16;AA=T                   GT:GQ:DP:HQ 0|0:54:7:56,60 0|0:48:4:56,51 0/0:61:2
2      134567 microsat1 GTCT G,GTACT 50   PASS   NS=2;DP=9;AA=G                    GT:GQ:DP    0/1:35:4       0/2:17:2       1/1:40:3

```

## Cabeceras de VCF
Las cabeceras inician el archivo y proveen metadatos describiendo el contenido del archivo. Las líneas de cabecera son indicadas con una almohadilla (#) al inicio de la línea. Palabras clave en la cabecera son denotadas con ##. Algunas palabras clave recomendadas son fileformat, fileDate y reference.
La cabecera contiene palabras clave opcionales que semántica o sintácticamente describen los campos usados en el cuerpo del archivo, entre los cuales destacan INFO, FILTER y FORMAT (ver abajo).

## Columnas de un VCF
El cuerpo de un archivo VCF sigue a la cabecera y está separado por tabuladores en 8 columnas obligatorias y puede contener un número ilimitado de columnas opcionales las cuales pueden ser empleadas para registrar otra información relativa a la(s) muestra(s). Cuando columnas adicionales son empleadas, la primera columna opcional es usada para describir el formato de los datos en las columnas subsecuentes.
|   | Nombre  | Breve descripción (revisar las especificaciones para más detalles). |
| - | ------- | --- |
| 1 | CHROM   | El nombre de la secuencia (típicamente un cromosoma) en el cual se está registrando. Esta secuencia es usualmente conocida como la "secuencia de referencia", es decir,la secuencia contra la cual la muestra dada presenta cambios. |
| 2 | POS     | La posición (contando desde 1) de la variación en la secuencia dada. |
| 3 | ID      | El identificador de la variación, por ejemplo, el identificador rs en dbSNP, o "." si este identificador es desconocido. Múltiples identificadores deben ser separados por punto y coma sin espacios entre ellos.                    |
| 4 | REF     | La base de referencia (o bases en caso de una indel) en la posición dada para la secuencia de referencia. |
| 5 | ALT     | La lista de alelos alternativos para esta posición. |
| 6 | QUAL    | Una calificación asociada con la inferencia de los alelos dados. |
| 7 | FILTER  | Una bandera indicando cual de los conjuntos de filtros han fallado para esta variación o PASS si todos los filtros fueron aprobados correctamente                                                                                    |
| 8 | INFO    | Una lista expandible de parejas llave-valor (campos) describiendo la variación. Ver abajo para algunos campos comunes. Múltiples campos deben separarse por punto y coma con valores opcionales en el formato:<key>=<data>[,data].   |
| 9 | FORMAT  | Una lista extensible (opcional) de campos para describir las muestras. Ver abajo para algunos campos comunes. |
| + | SAMPLEs | Para cada muestra (opcional) descrita en el archivo, se brindan valores para los campos listados en FORMAT. |

## Campos INFO comunes
Etiquetas arbitrarias son permitidas por el formato, sin embargo las siguientes etiquetas están reservadas:
| Etiqueta  | Breve descripción |
| --------- | --- |
| AA        | alelo ancestral |
| AC        | cuenta de alelos en genotipos, para cada alelo ALT, en el mismo orden listado                                                     |
| AF        | frecuencia de alelos para cada alelo ALT en el mismo orden listado (usar este cuando es estimado de una fuente primaria de datos) |
| AN        | número total de alelos en genotipos listados                                                                                      |
| BQ        | Calidad base RMS en esta posición                                                                                                 |
| CIGAR     | cadena cigar describiendo el alineamiento de un alelo alternativo de inserción o deleción con respecto al alelo de referencia     |
| DB        | referencia dbSNP |
| DP        | profundidad combinada a través de las muestras, e.g. DP=154                                                                       |
| END       | posición final de la variante descrita en este registro (para usar con alelos simbólicos)                                         |
| H2        | referencia hapmap2 |
| H3        | referencia hapmap3 |
| MQ        | calidad de mapeo RMS, e.g. MQ=52                                                                                                  |
| MQ0       | Number of MAPQ == 0 reads covering this record                                                                                    |
| NS        | Número de muestras con datos |
| SB        | estadísticas de componentes por muestra para detectar el sesgo                                                                    |
| SOMATIC   | indica que el registro corresponde a una mutación somática, para genómica de cáncer                                               |
| VALIDATED | validated by follow-up experiment                                                                                                 |
| 1000G     | membership in 1000 Genomes |

Cualquier otro campo INFO es definido en la cabecera del archivo vcf.

## Campos FORMAT comunes
| Nombre | Breve descripción                                                |
| ------ | ---------------------------------------------------------------- |
| AD     | Profundidad de lectura para cada alelo                           |
| ADF    | Read depth for each allele on the forward strand                 |
| ADR    | Read depth for each allele on the reverse strand                 |
| DP     | Profundidad de lectura                                           |
| EC     | Conteo esperado de alelos alternativos                           |
| FT     | Filtro indicando si este genotipo fue "llamado"                  |
| GL     | Verosimilitud de genotipo                                        |
| GP     | Probabilidad posterior de genotipo                               |
| GQ     | Calidad condicional de genotipo                                  |
| GT     | Genotipo                                                         |
| HQ     | Calidad de Haplotipo                                             |
| MQ     | Calidad de mapeo RMS                                             |
| PL     | Phred-scaled genotype likelihoods rounded to the closest integer |
| PQ     | Calidad de fase                                                  |
| PS     | Conjunto de fase                                                 |

Cualquier otro campo FORMAT es definido en la cabecera del archivo vcf.